# اپتیو
اپتیو (انگلیسی: Apptio) شرکت نرم‌افزار آمریکایی است، که در سال ۲۰۰۷ در واشینگتن تأسیس شد. این شرکت نرم‌افزارهای مدیریت کسب و کار فناوری را به عنوان برنامه‌های کاربردی سرویس (SaaS) توسعه می‌دهد.
برنامه‌های سازمانی اپتیو برای ارزیابی و برقراری ارتباط هزینه خدمات فناوری اطلاعات برای اهداف برنامه‌ریزی، بودجه‌بندی و پیش‌بینی طراحی شده‌اند؛ خدمات اپتیو ابزارهایی را برای CIOها برای مدیریت ذخیره‌سازی، برنامه‌های کاربردی، مصرف انرژی، امنیت سایبری و تعهدات گزارش‌دهی بخش‌های فناوری ارائه می‌کند. مدیریت هزینه‌های ابر عمومی، مهاجرت به ابر عمومی و پورتفولیوهای SaaS؛ و Agile را در سراسر سازمان اتخاذ و مقیاس کنید.
در سال ۲۰۰۹، این شرکت اولین سرمایه‌گذاری برای شرکت سرمایه‌گذاری خطرپذیر سیلیکون آندرسن هوروویتز بود. این شرکت تقریباً ۵۵۰ مشتری در اندازه‌های مختلف دارد و در سپتامبر ۲۰۱۶ عمومی شد.
در ۱۱ نوامبر ۲۰۱۸، اعلام شد که اپتیو توسط شرکت سهام خصوصی Vista Equity Partners به مبلغ ۱٫۹ میلیارد دلار خریداری خواهد شد. در همان سال، Apptio Digital Fuel، یک شرکت مخارج رایانش ابری را به مبلغ ۴۲٫۵ میلیون دلار خریداری کرد.

## توسعه های اخیر
خرید توسط IBM در ۲۰۲۳ و همکاری‌ها مانند TBM Council و FinOps Foundatio

## تاریخچه
این شرکت در سال ۲۰۰۷ توسط Sunny Gupta, Kurt Shintaffer و Paul McLachlan تأسیس شد. قبل از تأسیس شرکت، Gupta و Shintaffer قبل از اینکه توسط Opsware در سال ۲۰۰۷ خریداری شود با هم در iConclude کار می‌کردند. در نوامبر ۲۰۰۷، شرکت ۷ میلیون دلار بودجه از Madrona Venture Group و Greylock Partners دریافت کرد در حالی که در حالت غیر عمومی فعالیت می‌کرد. اپتیو در سال ۲۰۰۹ ۱۴ میلیون دلار اضافی در بودجه سری B از صندوق تازه تأسیس Andreessen Horowitz جمع‌آوری کرد.
در ۲ فوریه ۲۰۱۸، Apptio خرید Digital Fuel SV, LLC، ارائه‌دهنده ابزارهای مدیریت کسب و کار فناوری اطلاعات (ITBM) را تکمیل کرد. در ۱۱ نوامبر ۲۰۱۸، Apptio توافقنامه قطعی را امضا کرد تا توسط Vista Equity Partners به مبلغ ۱٫۹۴ میلیارد دلار خریداری شود. سهامداران Apptio 38.00 دلار وجه نقد به ازای هر سهم دریافت کردند که نشان دهنده ۵۳ درصد حق بیمه نسبت به قیمت پایانی بدون تأثیر تا ۹ نوامبر ۲۰۱۸ است.
در فوریه ۲۰۲۱، شرکت Targetprocess، یک پلت فرم نرم‌افزاری که در سرمایه‌گذاری‌های تجاری تخصص دارد، برای چابک خریداری کرد. در آوریل ۲۰۲۱، اپتیو مجموعه‌ای از محصولات بازطراحی شده را راه‌اندازی کرد که شامل: ApptioOne, Targetprocess و Cloudability است.
در دسامبر ۲۰۲۱، این شرکت همکاری خود را با مایکروسافت برای استقرار پلتفرم اپتیو در Microsoft Cloud برای کمک به شرکت‌ها در مهاجرت و بهینه‌سازی حجم کاری اعلام کرد. اپتیو همچنین با IBM برای تسریع تحول سازمانی و بهبود فناوری ابر هیبریدی در همان سال شریک شد.

## شورای مدیریت بازرگانی فناوری
Apptio شورای مدیریت کسب و کار فناوری را در سال 2012 تأسیس کرد، یک سازمان غیرانتفاعی که تا سال 2014 دارای بیش از 2900 مدیر ارشد فناوری اطلاعات و سایر رهبران ارشد فناوری اطلاعات بود. در مجله Puget Sound Business Journal گزارش شده است که این شورا "هدف دارد به دپارتمان های فناوری اطلاعات کمک کند تا مانند کسب و کارها اداره شوند. تعیین استانداردها و بهترین شیوه ها». این شورا اولین کنفرانس خود را در نوامبر 2013 برگزار کرد.

## جوایز
در سال ۲۰۲۰، Apptio's Cloudability به عنوان یک رهبر در موج Forrester برای مدیریت هزینه ابری و بهینه‌سازی معرفی شد.
اپتیو برنده برنز برای جوایز Stevie 2021 بود.
در سال ۲۰۲۱، فرایند هدف اپتیو توسط گارتنر به عنوان رهبر در ربع جادویی ابزارهای برنامه‌ریزی چابک سازمانی شناخته شد.
فرایند هدف دوباره در سال ۲۰۲۲ توسط Gartner EAP Magic Quadrant شناخته شد.